# Melocactus glaucescens
Melocactus glaucescens es una especie botánica de plantas en la familia de las Cactaceae. Es endémica del sudeste de Bahía en Brasil donde se encuentra en las áreas rocosas y áridos desiertos. Está tratada en peligro de extinción por pérdida de hábitat.

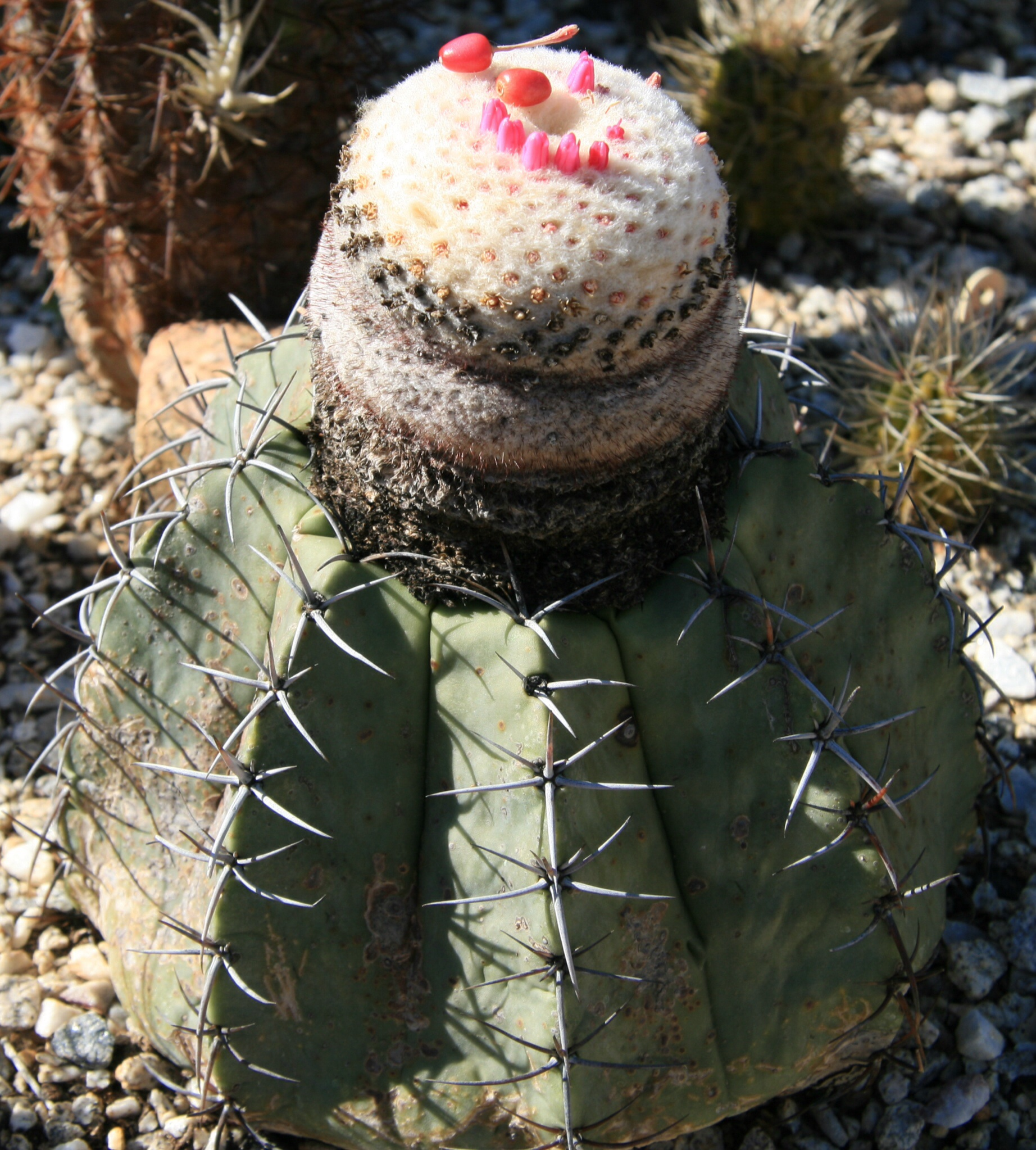
Vista de la planta

## Descripción
Melocactus glaucescens tiene un tallo deprimido esférico a piramidal que alcanza un tamaño de 13-18 cm de altura y un diámetro de 14 a 24 centímetros. El tallo es glauco y verde azulado brillante que más tarde cambiará a verde gris. Tiene de 8 a 15  costillas con su base muy amplia. Las espinas centrales de color gris-verde marrón  tienen una punta negruzca y son  curvadas hacia arriba con una longitud de 1,1 a 2,5 centímetros. Las 5 a 8 espinas radiales son curvadas, de 1,1 a 2,5 cm de largo. El cefalio crece hasta 10 cm y alcanza un diámetro de 6 a 7,5 centímetros. Su cerdas están ocultos debajo de la lana densa, de color blanco cremoso.
Las flores son lilas  de hasta 2,5 centímetros y tienen un diámetro de 1,6 cm. Los frutos son aplanados de color rojo oscuro y de 1 a 1,6 centímetros de largo.

## Taxonomía
Melocactus glaucescens fue descrita por Buining & Brederoo y publicado en Cactus and Succulent Journal 44: 159. 1972.
Etimología
Melocactus: nombre genérico, utilizado por primera vez por Tournefort, proviene del latín melo, abreviación de melopepo (término con que Plinio el Viejo designaba al melón). Se distingue de las demás cactáceas cilíndricas por tener un cefalio o gorro rojo, razón por la que los primeros españoles que llegaron a Sudamérica le llamaban "gorro turco".
glaucescens: epíteto latino que significa "que llega a ser glauco".